# Sebastian Hornmold der Jüngere

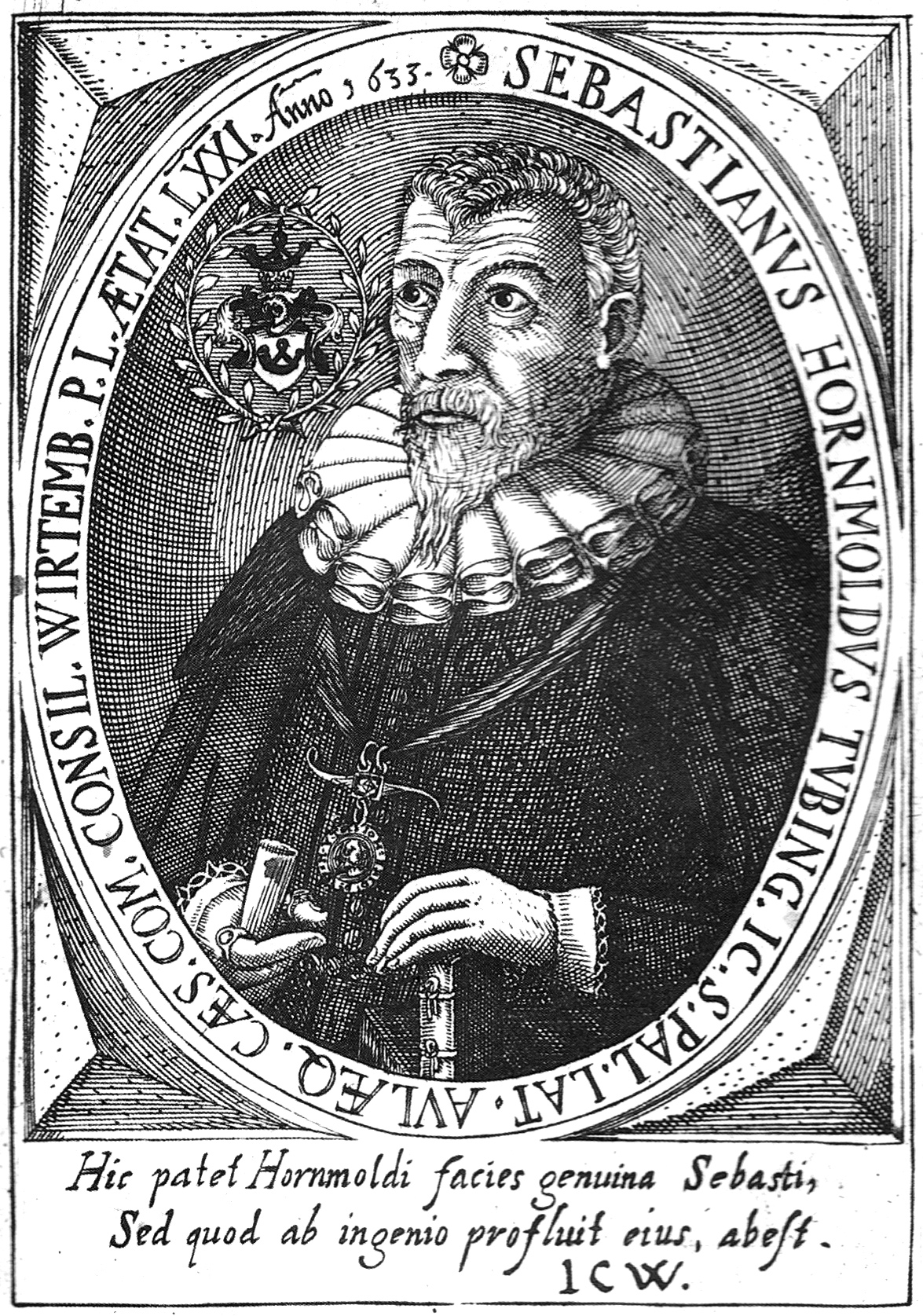
Sebastian Hornmold der Jüngere, Darstellung von 1633

Sebastian Hornmold der Jüngere, auch Sebastian Hornmolt (* 21. Februar 1562 in Tübingen; † 20. Dezember 1634 in Heilbronn), war Jurist, Poeta laureatus und württembergischer Rat in Heilbronn.
Hornmold war promovierter Jurist. Sein Großvater war der Bietigheimer Vogt und erste Kirchenratsdirektor in Württemberg, Sebastian Hornmold der Ältere (1500–1581), sein Vater war der Tübinger Professor und baden-badische Kanzler Samuel Hornmold (1537–1601). Hornmold wurde 1593 von Paul Melissus in Heilbronn zum poeta laureatus („gekrönter Dichter“) gekrönt. Zu seinen Freunden gehörte der Griechisch- und Latein-Professor Martin Crusius. Er studierte ab 1577 in Heidelberg und ab 1581 in Tübingen. Im Frühjahr 1585 ist er als Student in Bourges belegt. 1605 wurde er württembergischer Rat. Am 17. Januar 1617 erhielt er von Kaiser Matthias das Pfalzgrafenprivileg verliehen, das ihm erlaubte, Bürgerliche in den Adelsstand zu erheben. Im Jahr 1634 floh er zwar, gemäß einer bei Bentele (1995) vermerkten mündlichen Mitteilung des Rottweiler Archivs, vor der Pest nach Straßburg, wohin verwandtschaftliche Beziehungen bestanden, gleichwohl belegen Quellen im Stadtarchiv Heilbronn und im ev. Kirchenamt St. Kilian in Heilbronn seinen Tod am 20. Dezember 1634 in Heilbronn.
1632 verfasste er zwei Chroniken bzw. Beschreibungen der Stadt Heilbronn, eine auf Latein (Heilbronna oder Panegyricus inclytae urbi imperiali Heilbronnae dictus, in Prosa und Versen) und eine auf Deutsch (Ordentliche und umbstendtliche Beschreibung der Stadt Hailbronn in teutschen Raimen). Die beiden handschriftlichen Bände waren Bestandteil der Bibliothek des Heilbronner Gymnasiums. Sie waren wichtige Quellen zur Geschichte der Stadt Heilbronn, gingen jedoch beim Luftangriff auf Heilbronn 1944 verloren.

## Nachkommen
Er war ab 26. September 1586 mit seiner Stiefschwester Magdalena Trapp († 1625) verheiratet. Der Ehe entstammten vier Kinder:
- Maria Magdalena (1590–?), verheiratet ab 1617 mit Hieronymus Rottner aus Brackenheim, ab 1633 mit Andreas Burger
- Anna Maria (1592–1635), verheiratet ab 1615 mit dem Gießener Professor Helfrich Ulrich Hunnius
- Euphrosyne (1594–?), verheiratet ab 1623 mit Nikolaus Spielberger aus Naumburg
- Johann Philipp (1596–1636), Ratsherr in Heilbronn, verh. mit Dorothea Heber